# Estação Vallejo
A Estação Vallejo é uma das estações do Metrô da Cidade do México, situada na Cidade do México, entre a Estação Norte 45 e a Estação Instituto del Petróleo. Administrada pelo Sistema de Transporte Colectivo, faz parte da Linha 6.
Foi inaugurada em 21 de dezembro de 1983. Localiza-se no cruzamento da Estrada Azcapotzalco La Villa com a Rua Poniente 128. Atende o bairro Vallejo, situado na demarcação territorial de Azcapotzalco. A estação registrou um movimento de 3.052.441 passageiros em 2016.